# Wuqiao
Wuqiao (chinesisch 吴桥县, Pinyin Wúqiáo Xiàn) ist ein chinesischer Kreis der Provinz Hebei.
Er gehört zum Verwaltungsgebiet der bezirksfreien Stadt Cangzhou. Der Kreis Wuqiao hat eine Fläche von 579,2 km² und zählt 282.410 Einwohner (Stand: Zensus 2010). Sein Hauptort ist die Großgemeinde Sangyuan (桑园镇).
Überregional bekannt ist der Kreis für seine Akrobaten. Das Internationale Akrobatikfestival Wuqiao, das zu den drei wichtigsten Akrobatikfestivals der Welt zählt, findet alle zwei Jahre statt und hat bislang elfmal stattgefunden.